# Юзефович, Александр Иванович
Александр Иванович Юзефович (1860 или 1858 год, Виленская губерния — 17 января 1921 года, Семиреченская область) — священник Русской православной церкви, в 2000 году включён в Собор новомучеников и исповедников Российских.

## Биография
Родился в 1860 или 1858 году в Виленской губернии. Окончил два класса учительской семинарии, в 18 лет находился на должности псаломщика.
Направлен на службу в Среднюю Азию по благословению епископа Туркестанского Александра (Кульчицкого).
В 1879 году назначен псаломщиком к Никольскому храму станицы Лепсинской Сергиопольского уезда Семиреченской области. В 1881 году переведён в церковь села Зайцево. При этом находился в должности иподиакона, состоял при Крестовой церкви Архиерейского дома в Верном.
11 июня 1882 года рукоположён в диакона, 18 июля того же года — в иерея к церкви Казанской иконы Божьей Матери села Преображенское Пржевальского уезда. С 6 мая 1908 года преподавал закон божий в местной церковно-приходской школе. Занимал должность второго священника, а затем настоятеля церкви села Преображенское.
За помощь пострадавшему от землетрясения Иссык-Кульскому Свято-Троицкому монастырю 11 ноября 1885 года награждён набедренником. 10 декабря 1899 года награждён фиолетовой скуфьёй за сооружение храма в селе Преображенском. 6 мая 1909 года награждён камилавкой, 19 декабря 1911 года — наперсным крестом от Святейшего Синода выдаваемым.
Во время восстания 1916 года вместе с семьёй укрывал беженцев, размещал в храме женщин и детей.
В 1917 году переведён в церковь Казанской иконы Божьей Матери в селе Кара-Балта Аулие-Атинского уезда Сырдарьинской области.
Расстрелян 17 января 1921 года, в период установления в Семиречье советской власти. Реабилитирован 14 апреля 1993 года.

## Канонизация
Канонизирован к местному почитанию 10 февраля 1999 года Алма-Атинской епархией. В 2000 году решением Архиерейского юбилейного Собора по представлению Алма-Атинской епархии был включён в Собор новомучеников и исповедников Российских.